# Rock of Ages (film 2012)
Rock of Ages è un film del 2012 diretto da Adam Shankman, adattamento cinematografico dell'omonimo musical rock di Broadway.
Il film ha per protagonisti Diego Boneta e Julianne Hough, affiancati da un cast corale che comprende Russell Brand, Tom Cruise, Catherine Zeta-Jones, Alec Baldwin, Paul Giamatti, Malin Åkerman e Mary J. Blige.

## Trama
Los Angeles, 1987. Sherrie Christian è una ragazza originaria dell'Oklahoma, giunta nella città degli angeli con la speranza di diventare una cantante di successo. Ma appena arrivata viene derubata della sua valigia, contenente tra l'altro tutti i suoi dischi, e un giovane che aveva assistito alla scena si getta invano nell'inseguimento del ladro. Il ragazzo si chiama Drew Boley, aspirante rockstar che lavora come barista nel Bourbon Room, il celebre locale di Los Angeles in cui si tengono ogni sera concerti live di musica rock, per tale motivo il cuore pulsante della vita notturna della città. Apprendendo che nella valigia la Sherrie conservava anche i suoi soldi, Drew si offre di farle avere un lavoro come cameriera nel Bourbon. Il locale è gestito da Dennis Dupree insieme al suo socio Lonny Barnett, ultimamente in seria difficoltà per la grande quantità di debiti pecuniari da estinguere. Appunto nell'intento di saldarli una volta per tutte, Dennis e Lonny decidono di ospitare in una serata speciale Stacee Jaxx, dio del rock che, come ha deciso, farà il suo ultimo concerto, con la band degli "Arsenal", proprio nel locale che lo ha lanciato come rockstar.
In concomitanza con l'arrivo di Jaxx in città, insieme al suo scaltro manager Paul Gill, Patricia, la moglie del sindaco Mike Whitmore, religioso tradizionalista, nel tentativo di sbarazzarsi dell'immagine di Los Angeles come città del "sesso, droga e rock n' roll", organizza un gruppo di madri conservatrici pronte a sopraffare la rockstar, dato il suo stile di vita del tutto diseducativo, che mettono a punto un clamoroso sit-in di protesta davanti al locale. Tutto sembra andare per il verso giusto tra Drew e Sherrie e il loro feeling si rafforza sempre di più. La notte dello spettacolo, Dennis scopre che la band d'apertura ha annullato il suo spettacolo, e Sherrie lo convince a usare Drew e la sua band, i Wolfgang Von Colt, per sostituirli. Paul Gill pianifica un'intervista tra Stacee e Constance Sack, giornalista per la rivista Rolling Stone, prima del concerto.
Durante l'intervista, lei cita le indiscrezioni secondo cui con Stacee sia diventato impossibile lavorare a causa del suo carattere eccentrico, dei ritardi e dei capricci da star, e che in realtà gli Arsenal lo vogliano cacciare, e la carriera da solista non è altro che una scelta obbligata, ma Stacee sostiene che la sua vita è molto più complicata di quanto sembri essere. Dopo l'intervista, Constance si scaglia contro di lui, sostenendo che una volta era un grande musicista, ma ora è solo un immaturo e sull'orlo di diventare l'ombra di sé stesso, prima scriveva canzoni piene di passione e adesso si è adagiato sui successi passati, accusando il suo manager che anziché aiutarlo sta facendo precipitare la sua carriera a picco. Stacee ordina a Gill, alle sue guardie di sicurezza e alle sue accompagnatrici femminili di andare tutti fuori dallo spogliatoio, per discutere privatamente con Constance. Mentre gli spiega se stesso, si rende conto che lei è in realtà l'unica persona che lo abbia mai veramente cercato di capire, piuttosto che aderire ad un'immagine di ciò che le persone si aspettano da lui. Egli la seduce, si baciano e sono vicini dall'avere un rapporto sessuale quando uno dei suoi commenti arroganti convince Constance che sta facendo un errore e la induce a lasciare bruscamente la stanza, lasciando Stacee in uno stato di confusione. Nel frattempo, Sherrie entra nel suo camerino portando una bottiglia di Scotch che Stacee le aveva chiesto di prendere dalla sua limousine all'esterno. Ancora sconnesso dal suo incontro ravvicinato con Constance le va a sbattere addosso e fa cadere la bottiglia per terra.
Mentre Drew è in attesa di salire sul palco, vede uscire dal camerino Sherrie e Stacee seminudo e per errore interpreta le sue scuse per aver rotto la bottiglia di Scotch come un'indicazione che hanno fatto sesso e lo convince ulteriormente il fatto che Stacee si tira su la lampo dei pantaloni, costringendolo ad eseguire con rabbia i suoi brani ma il pubblico è in delirio e il concerto d'apertura va alla grande. Successivamente lui lascia Sherrie senza spiegazioni e parte con Gill che si offre di renderlo famoso avendone fiutato il grande potenziale. Lei non sa darsi altra spiegazione del comportamento del ragazzo se non che il successo gli ha dato alla testa e decide di licenziarsi. Stacee Jaxx sale sul palco davanti ad una folla scatenata e realizza un concerto sorprendente. Il suo manager Paul disonestamente si prende tutto l'incasso, mentre aveva promesso che il concerto sarebbe stato gratuito, lasciando il Bourbon Room ancora sul lastrico. Sherrie fa fatica a trovare un lavoro ma alla fine Justice Charlier, la proprietaria di un locale chiamato "The Venus Club", prende Sherrie sotto la sua ala, permettendole di lavorare nel suo strip club come cameriera, tuttavia le viene detto che, al fine di guadagnare il rispetto dei clienti che la palpeggiano di continuo, e fare più soldi, deve diventare una ballerina, ciò che Sherrie infine fa. Mentre Drew, viene costretto da Paul a stravolgere la sua natura rock e a trasformarsi in un front-man per una boy band hip hop, al fine di ottenere degli investitori.
Quando esce l'articolo di Constance sulla rivista Rolling Stone, in cui il cantante viene dipinto in maniera negativa, Stacee scopre che Gill aveva rubato il ricavato del concerto al Bourbon e lo licenzia all'istante a causa della sua amicizia con Dennis. Gill promette a Drew, poco convinto della sua nuova immagine e della sua band Z Guyeezz, di organizzargli il suo primo concerto proprio presso il Bourbon, ma sapendo che Dennis non si fida più di lui, gli mente dicendogli che sarà Stacee Jaxx colui che si esibirà nel suo locale come primo concerto da solista e questa volta gratuitamente. Dennis gli crede e si diffonde la notizia al fine di attirare i fan del rock.
Un depresso Drew visita il luogo dove c'è la scritta di Hollywood, dove ritrova Sherrie, che gli rivela che lei non ha avuto rapporti sessuali con Stacee e che sta programmando di lasciare Los Angeles e tornare a casa. Lei ammette di lavorare come spogliarellista e Drew le confessa che ha abbandonato il suo sogno e si è messo in una boy band. Lui le chiede di ricominciare ma Sherrie scappa via così le dà una cassetta dove aveva inciso una canzone per lei facendole promettere che l'avrebbe ascoltata. Stacee si rende conto di provare dei sentimenti per Constance, allora chiama l'ufficio del giornale nel tentativo di trovarla, ma il receptionist gli dice che lei si è recata allo show di Stacee Jaxx presso il Bourbon Room e lui, ignaro di tutto, si precipita al locale. Nel frattempo, Drew ha trovato tutti i dischi rubati di Sherrie e glieli manda allo strip club, e Justice la fa riflettere sul fatto che a Los Angeles quello che lei cercava veramente era l'amore e non il successo.
Davanti al Bourbon sono schierati da una parte i sostenitori guidati da Lonny e dall'altra i nemici del rock capitanati dalla moglie del sindaco. Quando Stacee arriva a cavallo della sua grossa motocicletta, guardandola si ricorda di lei e la saluta come "Patty" toccandole i seni, infatti l'odio da parte di Patricia era dovuto al fatto di essere stata sedotta e abbandonata da Stacee da ragazza. Lonny anche la riconosce da una foto all'interno di uno dei vecchi album degli Arsenal e la mostra davanti a tutti e ai giornalisti svelando che anche lei era una ex groupie ed è solo un'ipocrita. Stacee entra nel club e trova Constance e le professa il suo amore. I due poi corrono nel bagno del club e finalmente hanno un rapporto sessuale distruggendo il bagno. Dennis, nel frattempo innamoratosi ricambiato di Lonny, riceve dalle guardie del corpo di Stacee e dalla sua scimmietta Chebello una borsa con molti soldi con cui salvare il Bourbon.
Gli Z Guyeezz iniziano lo show, ma la folla rocker respinge la loro performance, e Drew, scorgendo Sherrie tra il pubblico, lascia il palco. I due si riconciliano, lui chiede perdono a Sherrie e respinge Gill, proclamando che il rock 'n' roll non muore mai! Sherrie riunisce i Wolfgang Von Colt, dove Drew esegue il brano che ha scritto per lei. La canzone richiama l'attenzione di Stacee. Nella scena finale, otto mesi più tardi, in un concerto al Dodger Stadium davanti a una folla impazzita, ci sono Stacee riunitosi agli Arsenal, e tutti i protagonisti: lui esegue sul palco il brano scritto da Drew con lui e Sherrie, che ora fa parte dei Wolfgang Von Colt e sono agli inizi di una promettente carriera. Dietro le quinte c'è Constance incinta che balla, tra il pubblico si vedono Justice e le ragazze del Venus club, Patricia, che tutta vestita in pelle nera ha ritrovato la sua passione per il rock, e Dennis e Lonny, che cantano e ballano tra la calca.

## Produzione
I diritti cinematografici sono stati acquistati dalla Warner Bros. e della New Line Cinema. La produzione del film era inizialmente prevista per l'estate del 2010, con la distribuzione stabilita nel 2011, ma l'inizio delle riprese è slittato nel maggio 2011.
Il primo attore ad entrare nel cast è stato Tom Cruise, nel ruolo della rockstar Stacee Jaxx. Successivamente si sono aggiunti Mary J. Blige, Alec Baldwin, Paul Giamatti e la cantante country Julianne Hough, nel ruolo della protagonista femminile Sherrie. Ad inizio aprile 2011, il cantante messicano Diego Boneta è stato confermato come protagonista maschile.
Per il ruolo della giornalista Constance Sack erano state considerate Gwyneth Paltrow, Olivia Wilde, Anne Hathaway e Amy Adams, ma queste ultime hanno dovuto rinunciare alla parte a causa degli impegni già presi con le produzioni di Il cavaliere oscuro - Il ritorno e L'uomo d'acciaio. Infine la parte è stata affidata a Malin Åkerman.
Catherine Zeta-Jones entra nel cast a fine aprile, per interpretare un personaggio originale, non presente nel musical. Il personaggio è la "cattiva" del film che vuole eliminare il rock and roll dalla città di Los Angeles. Nello stesso periodo Bryan Cranston è unito al cast nel ruolo del sindaco di Los Angeles, nonché marito del personaggio della Zeta-Jones. Il wrestler Kevin Nash interpreta uno dei due Bodyguards di Stacee Jaxx.
Il cast del film è impreziosito da alcuni cameo: Joel Hoekstra, Sebastian Bach, Nuno Bettencourt, Debbie Gibson, Constantine Maroulis, già interprete di Drew Boley nel musical, e Porcelain Black, nei panni di un cantante hair metal.

## Colonna sonora
1. Paradise City (Guns N' Roses) - Tom Cruise (titoli di testa)
2. Sister Christian / Just Like Paradise / Nothin' but a Good Time (Night Ranger / David Lee Roth / Poison) - Julianne Hough, Diego Boneta, Russell Brand, Alec Baldwin
3. Juke Box Hero / I Love Rock 'n' Roll (Foreigner / Arrows) - Diego Boneta, Alec Baldwin, Russell Brand, Julianne Hough
4. Hit Me With Your Best Shot (Pat Benatar) - Catherine Zeta-Jones
5. Waiting for a Girl Like You (Foreigner) - Diego Boneta, Julianne Hough
6. More Than Words / Heaven (Extreme / Warrant) - Julianne Hough, Diego Boneta
7. Wanted Dead or Alive (Bon Jovi) - Tom Cruise, Julianne Hough
8. I Want to Know What Love Is (Foreigner) - Tom Cruise, Malin Akerman
9. I Wanna Rock (Twisted Sister) - Diego Boneta
10. Pour Some Sugar on Me (Def Leppard) - Tom Cruise
11. Harden My Heart (Quarterflash) - Julianne Hough, Mary J. Blige
12. Shadows of the Night / Harden My Heart (Pat Benatar / Quarterflash) - Mary J. Blige, Julianne Hough
13. Here I Go Again (Whitesnake) - Diego Boneta, Paul Giamatti, Julianne Hough, Mary J. Blige, Tom Cruise
14. Can't Fight This Feeling (REO Speedwagon) - Russell Brand, Alec Baldwin
15. Any Way You Want It (Journey) - Mary J. Blige, Paul Giamatti, Constantine Maroulis, Julianne Hough
16. Undercover Love - Diego Boneta, gli "Z Guyeezz"
17. Every Rose Has Its Thorn (Poison) - Julianne Hough, Diego Boneta, Tom Cruise, Mary J. Blige
18. Rock You Like a Hurricane (Scorpions) - Sherrie, Stacee Jaxx (nella versione estesa del film)
19. We Built This City / We're Not Gonna Take It (Starship / Twisted Sisters) - Russell Brand, Catherine Zeta-Jones
20. Don't Stop Believin' (Journey) - Julianne Hough, Diego Boneta, Tom Cruise, Alec Baldwin, Russell Brand, Mary J. Blige
21. Paradise City (Guns N' Roses) - Tom Cruise (titoli di coda)
22. Rock You Like a Hurricane (Scorpions) - Julianne Hough, Tom Cruise (titoli di coda)

Le seguenti canzoni appaiono nel film nella loro vera versione originale, in sottofondo. Non sono state interpretate dagli attori del film e non fanno parte della colonna sonora ufficiale.
- I Remember You - Skid Row
- Everybody Wants Some!! - Van Halen
- Rock of Ages - Def Leppard
- Bringin' On the Heartbreak - Def Leppard
- Talk Dirty to Me - Poison
- No One Like You - Scorpions
- Cum On Feel the Noize - Quiet Riot
- Cherry Pie - Warrant (nella versione estesa del film)

## Promozione
Il primo trailer ufficiale è stato diffuso il 14 dicembre 2011, mentre il primo trailer italiano del film è stato diffuso il 27 febbraio 2012.

## Distribuzione
La distribuzione nelle sale cinematografiche statunitensi è avvenuta il 15 giugno 2012. In Italia è uscito il 20 giugno 2012.